# USS LST-117
O USS LST-117 foi um navio de guerra norte-americano da classe LST que operou durante a Segunda Guerra Mundial.

Ele participou da Operação Marianas, atuando na captura de Guam durante os dias 21 e 28 de 1944. Outra operação que o navio participou foi a Operação Leyte, onde atuou no desembarque em Leyte durante o dia 20 de outubro de 1944.

USS LST-117 foi redesignado Landing Ship Tank (Hospital) LST(H)-117 no dia 15 de setembro de 1945.